# Hi, Hi, Hi
"Hi, Hi, Hi" is een nummer van de Britse band Wings uit 1972.

## Achtergrond
Het rock 'n rollnummer is geschreven door Paul en Linda McCartney en werd op uitgebracht op single met de dubbele A-kant C Moon. Het nummer staat niet op een van de studio-albums van de band, maar wel op de verzamelalbums Wings Greatest, Wingspan en One Hand Clapping.
In Groot-Brittannië werd het nummer door de BBC verboden vanwege de tekst, die als seksueel en pro-drugs gezien werden. De BBC ging er van uit dat de titelzin "We're gonna get hi, hi, hi" een verwijzing naar drugsgebruik was. In interviews heeft McCartney aangegeven dat deze ban het nummer juist populairder gemaakt heeft.
Ondanks de ban, bereikte de single de vijfde plek in de Britse hitlijst. In Spanje, waar McCartney het nummer geschreven heeft, werd de eerste plek behaald en in de Verenigde Staten de tiende positie. In de Nederlandse Top 40 kwam het tot een zesde plek.

## NPO Radio 2 Top 2000
| Nummer met noteringen in de NPO Radio 2 Top 2000 | '99  | '00  | '01  | '02  |
| ------------------------------------------------ | ---- | ---- | ---- | ---- |
| Hi, Hi, Hi                                       | 1530 | 1377 | 1204 | 1927 |

1. ↑  Een vetgedrukt getal geeft de hoogste notering aan.
2. ↑  Deze tabel is bijgewerkt tot en met de laatste editie (2024).